# Deutsche Cadre-47/2-Meisterschaft 1969/70

Veranstaltungsort: Plattling

Die Deutsche Cadre-47/2-Meisterschaft 1969/70 ist eine Billard-Turnierserie und fand vom 16. bis zum 19. April 1970 in Plattling zum 43. Mal statt.

## Geschichte
Wieder einmal wurde der Düsseldorfer Siegfried Spielmann ungeschlagen Deutscher Meister im Cadre 47/2. Dabei stellte er mit 65,11 im GD und 387 in der HS zwei neue deutsche Rekorde auf. Vor dem Turnier wurde gerätselt ob Spielmann, der nach einem Autounfall längere Zeit ausgefallen war, seine frühere Form wieder erreichen würde. Das hat er dann in Plattling eindrucksvoll bewiesen. Bereits zum vierten Mal belegte der Berliner Dieter Müller, der zwei Monate später im spanischen San Sebastián ungeschlagen die Cadre-47/2-Europameisterschaft gewann, bei einer DM im Cadre 47/2 den zweiten Platz. Platz drei verteidigte der Bochumer Klaus Hose.

## Turniermodus
Das ganze Turnier wurde im Round-Robin-System bis 400 Punkte mit Nachstoß gespielt. Bei MP-Gleichstand wurde in folgender Reihenfolge gewertet:
1. MP = Matchpunkte
2. GD = Generaldurchschnitt
3. HS = Höchstserie

## Abschlusstabelle
| MP    | Match Points (Sieger = 2; Unentschieden = 1; Verlierer = 0) |
| Pkte. | Erzielte Karambolagen                                       |
| Aufn. | Benötigte Versuche                                          |
| GD    | Generaldurchschnitt                                         |
| BED   | Bester Einzeldurchschnitt eines Spielers                    |
| HS    | Höchstserie                                                 |
|       | Bester GD des Turniers                                      |
|       | Bester ED des Turniers                                      |
|       | Beste HS des Turniers                                       |
|       | 1. Platz (Gold)                                             |
|       | 2. Platz (Silber)                                           |
|       | 3. Platz (Bronze)                                           |

| Klassement                 | Klassement                               | Klassement | Klassement | Klassement | Klassement | Klassement | Klassement |
| Platz                      | Name                                     | MP         | Pkte.      | Aufn.      | GD         | BED        | HS         |
| -------------------------- | ---------------------------------------- | ---------- | ---------- | ---------- | ---------- | ---------- | ---------- |
| 1                          | Siegfried Spielmann (Düsseldorf)         | 14:0       | 2800       | 43         | 65,11      | 100,00     | 387        |
| 2                          | Dieter Müller (Berlin)                   | 10:4       | 2553       | 65         | 39,27      | 133,33     | 246        |
| 3                          | Klaus Hose (Bochum)                      | 10:4       | 2075       | 55         | 37,72      | 80,00      | 176        |
| 4                          | Matthias Metzemacher (Bergisch Gladbach) | 8:6        | 2377       | 67         | 35,47      | 66,66      | 267        |
| 5                          | Günter Siebert                           | 8:6        | 2394       | 69         | 34,69      | 66,66      | 177        |
| 6                          | Peter Sporer (München)                   | 4:10       | 1741       | 65         | 26,78      | 44,44      | 199        |
| 7                          | Dieter Wirtz (Düsseldorf)                | 2:12       | 1860       | 59         | 31,52      | 30,76      | 176        |
| 8                          | Lothar Neuhaus (Dortmund)                | 0:14       | 858        | 75         | 11,44      | –          | 91         |
| Turnierdurchschnitt: 33,44 |                                          |            |            |            |            |            |            |